# Полжанська Вас
Полжанська Вас (словен. Polžanska vas) — поселення в общині Шмарє-при-Єлшах, Савинський регіон, Словенія. 
Висота над рівнем моря: 251,9 м.